# Circuito Turístico Ferroviario de Junín
El Circuito Turístico Ferroviario de Junín es un itinerario que recorre distintos lugares de interés de la ciudad de Junín, Argentina. Comprende diferentes plazas, edificios y monumentos ubicados entre la estación ferroviaria y la Avenida San Martín.

## Historia
La historia de Junín está muy ligada al ferrocarril, dado el impulso que recibió la ciudad con la instalación de los Talleres Ferroviarios en 1886, y que fueran uno de los principales pilares de desarrollo por un siglo.
A finales del siglo XIX y principios del XX, el lugar donde hoy se encuentra la Avenida San Martín estaba ocupado por las vías del Ferrocarril Central Argentino. El trazado ferroviario terminaba donde actualmente se ubican los Colegios Nacional y Normal, y la estación estaba en el lugar donde hoy se encuentra la terminal de ómnibus. El Ferrocarril Buenos Aires al Pacífico tenía su propia estación y sus vías corrían prácticamente en forma paralela a escasos 300 m hacia el norte, generándose un espacio entre ambas líneas que se llamó Pueblo Nuevo.
Toda la zona estaba muy vinculada al ferrocarril. En la década de 1930 se decidió unificar las estaciones y vías férreas. Se levantaron las vías del Central Argentino, comenzó la construcción de la Avenida San Martín y se procedió a lotear los terrenos linderos. En 1950 se inauguró la avenida, que en el tramo que va desde Almafuerte hasta Sáenz Peña incluyó una serie de plazas en homenaje a las principales colectividades que llegaron a Junín. Al lotearse los terrenos a ambos lados de la avenida San Martín, la reglamentación establecía construcciones de dos pisos con jardines al frente, por lo que las viviendas son chalets tipo cottage francés o casas tipo inglesas, dándole a la zona un entorno uniforme y visualmente muy agradable. 

## Lugares de interés

### Fuente del Milenio
Es un monumento público en cuyo centro se encuentra la obra "Tríada" del artista Gyula Kosice. Fue encargada por la municipalidad de Junín a finales del siglo XX con el objetivo de reflejar el tránsito al nuevo milenio en una obra de arte perdurable. La inauguración se produjo a finales de 2000. Los segmentos curvos elaborados con hormigón representan los valores de la libertad, la igualdad y la fraternidad.
Tiene 7 metros de altura y en la parte superior posee un círculo espacial recubierto de planchas de acero inoxidable, iluminadas con luces concéntricas. Los chorros de agua que emergen del perímetro permiten apreciar la masa escultórica en toda su potencia.
El monumento se ha convertido en un ícono juninense, siendo uno de los lugares preferidos para espectáculos artísticos al aire libre. 
- Ubicación: Se encuentra en la intersección de las avenidas San Martín y Sáenz Peña.

### Colegios Normal y Nacional
Originalmente en ese lugar funcionaba como un centro de trata de blancas . La inauguración de los colegios se realizó en 1950, en la misma época en que se construyó la Avenida San Martín.  Es un claro ejemplo de la arquitectura funcionalista típica del gobierno de Perón.
- Ubicación: Se encuentran en un predio de dos hectáreas ubicado al comienzo de la Avenida San Martín, entre las calles Almafuerte, Winter, Liliedal y Ameghino.

### Plaza Italia

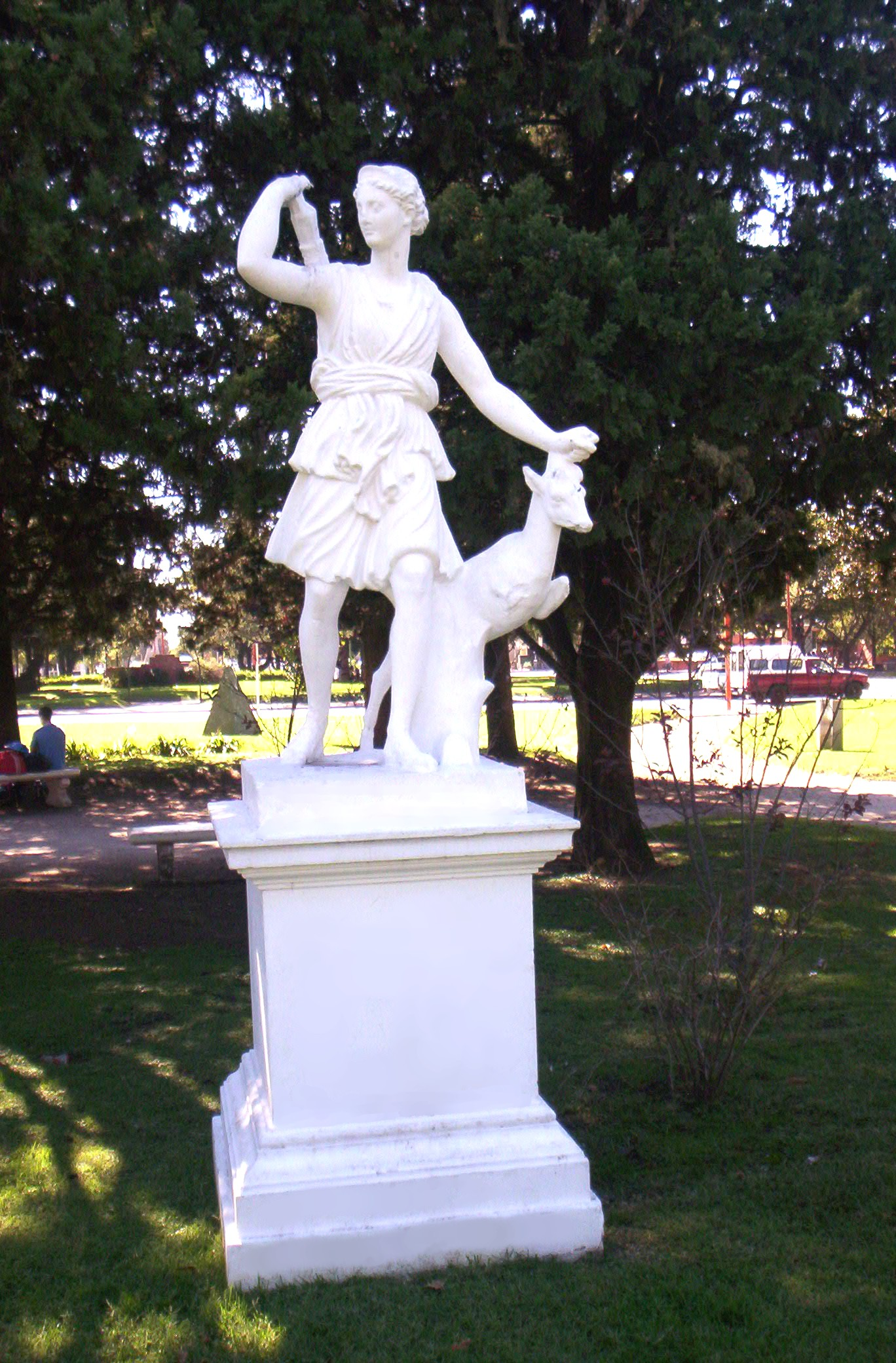
Estatua "Diana Cazadora", en la Plaza Italia.

En el sector cercano a la calle Belgrano se encuentra un monolito en color verde, colocado en homenaje al Perito Agrónomo Cianfagna, que fue el encargado de la parquización de la avenida. Cerca del centro de la plaza existe una bella estatua denominada "Diana Cazadora".
- Ubicación: Se encuentra en la Avenida San Martín, entre las calles Belgrano y Lavalle.

### Molino Tassara
En 1896, los hermanos Fortunato y Ernesto Tassara instalaron en Junín un pequeño molino de piedra accionado a vapor, al que llamaron "San José". La molienda inicial fue de 40 bolsas diarias, cerca de 3 toneladas. Más de un siglo después, la empresa sigue en manos de la familia Tassara aunque ahora se ha transformado en una industria con gran tecnología que exporta productos a varios países del mundo.
- Ubicación: Se encuentra en la manzana limitada por las calles Liliedal, Alberdi, Almafuerte y Javier Muñiz.

### Plaza Francia
Una lápida realizada por el escultor Juninense César Scioli es un homenaje a Horacio de la Cámara, reconocido poeta, escritor y humanista fallecido en 1973. Está realizada en piedra reconstituida.
El busto del General José de San Martín fue realizado por el escultor juninense Juan Comuni en 1950. Se trata de una réplica del original que se encuentra en la Escuela N° 2, luego que el Instituto Sanmartiniano autorizara que se hicieran varias ráplicas en bronce fundido en los Talleres Ferroviarios de Junín, para colocarlos en las principales estaciones del Ferrocarril General San Martín.
- Ubicación: Se encuentra en la Avenida San Martín, entre las calles Alberdi y Almafuerte.

### Museo Histórico

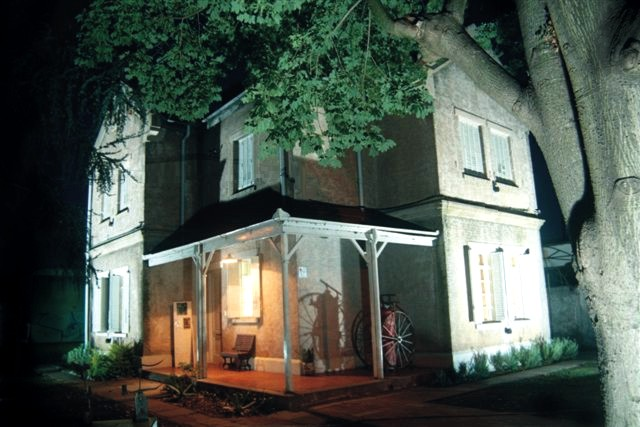
Museo Histórico Municipal de Junín.

Funciona en una antigua casona de estilo industrial inglés que perteneciera a los jefes de la estación local del ferrocarril. Entre los objetos que se exhiben se encuentra el escritorio donde se confeccionó el acta de matrimonio civil entre Eva Duarte y Juan Domingo Perón.
Posee un sector donde se exhiben piezas de material paleontológico de la megafauna pampeana del período cuaternario, con antigüedades que van desde los 8.500 hasta los 40.000 años.  La sala denominada "Raúl Scalabrini Ortiz" está destinada a elementos cedidos por Ferrocarriles Argentinos y por vecinos relacionados con la actividad ferroviaria, motor de la ciudad durante un siglo. Además cuenta con salas de exposiciones transitorias que albergan distintas muestras patrimoniales o itinerantes.
- Ubicación: Se encuentra en la esquina de Newbery y Quintana.

### Plaza Árabe
Posee una placa en homenaje a los inmigrantes árabes que llegaron a Junín, colocada en el año 2004 en el marco de la remodelación de la plaza con motivo de la visita del embajador del Líbano.
- Ubicación: Se encuentra en la Avenida San Martín, entre las calles Alberdi y Lavalle.

### Plaza España
Su característica más importante es la presencia de un patio andaluz en el centro de la plaza, con una fuente realizada en mayólicas.
- Ubicación: Se encuentra en la Avenida San Martín, entre las calles Rivadavia y Belgrano.

### Plaza Fuerzas Armadas
En 2005 la plaza fue totalmente remodelada en el marco del concurso de ideas del área centro. Posee un espacio que funciona como escenario frente a gradas que se elevan suavemente, formando un anfiteatro. A un lado, se destaca el mástil de 16 metros con la gran bandera argentina.
- Ubicación: Se encuentra en la Avenida San Martín, entre las calles Rivadavia y Sáenz Peña.

### Estación de trenes

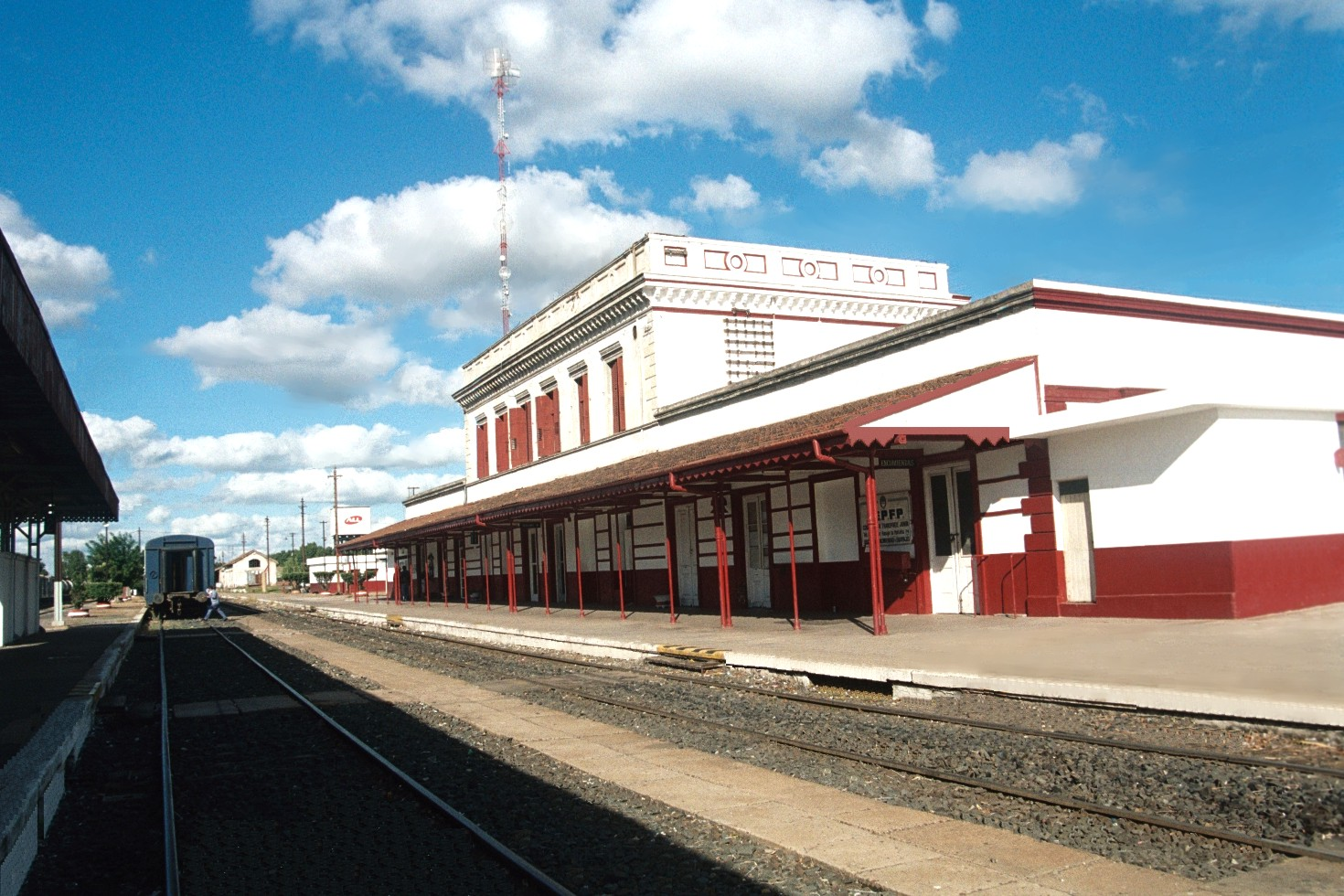
Estación de trenes.

Pertenece al grupo de estaciones principales del Ferrocarril General San Martín, en su línea troncal entre Buenos Aires y Mendoza. Su estilo es neoclásico con reminiscencias francesas. Desde este lugar partió Eva Duarte hacia su mítico viaje a Buenos Aires, a mediados de la década de 1930. También aquí se filmaron escenas de la película "Yo quiero vivir contigo", con Alberto de Mendoza.
- Ubicación:  Pasaje La Porteña entre Sáenz Peña y General Paz.

### Monumento a Carlos Gardel
El busto de Carlos Gardel se inauguró el 24 de junio de 1987, luego de gestiones con la Comisión Gardeliana de Junín. La obra pertenece a los escultores juninenses César Sioli y Antonio Latorraca, esculpido en granito y recubierto por una patina verdosa.
- Ubicación: Avenida San Martín entre General Paz y Sáenz Peña.

### Monolito símbolo de la compra de las tierras del ferrocarril
El 15 de noviembre de 1936 los terrenos del Ferrocarril Central Argentino pasan formalmente a manos del municipio. Un monolito recuerda ese hecho tan importante en la historia juninense, dado que por la antigua traza de las vías se construiría 15 años después la Avenida San Martín, uno de los espacios urbanos más bellos de Junín.
- Ubicación: Avenida San Martín y General Paz.

### Barrio Pueblo Nuevo
A finales del siglo XIX Junín tenía dos ferrocarriles cuyas vías llegaban de manera paralela hasta la zona céntrica, separadas por apenas 300 metros. Entre ambas vías se formó un barrio con personas mayoritariamente inmigrantes que llegaban para trabajar en los talleres ferroviarios. Por eso se lo llamó "Nuevo", aunque actualmente atesora numerosas construcciones de sus primeros años. Se destacan casas de tipo "chorizo", con patios interiores y zaguanes en sus entradas. Clubes, iglesias y escuelas completan los atractivos de este verdadero museo a cielo abierto.
- Ubicación: El barrio se encuentra entre la Avenida San Martín y la calle Newbery, extendiéndose desde la Avenida Rivadavia hasta la Avenida República.

### Diario Democracia

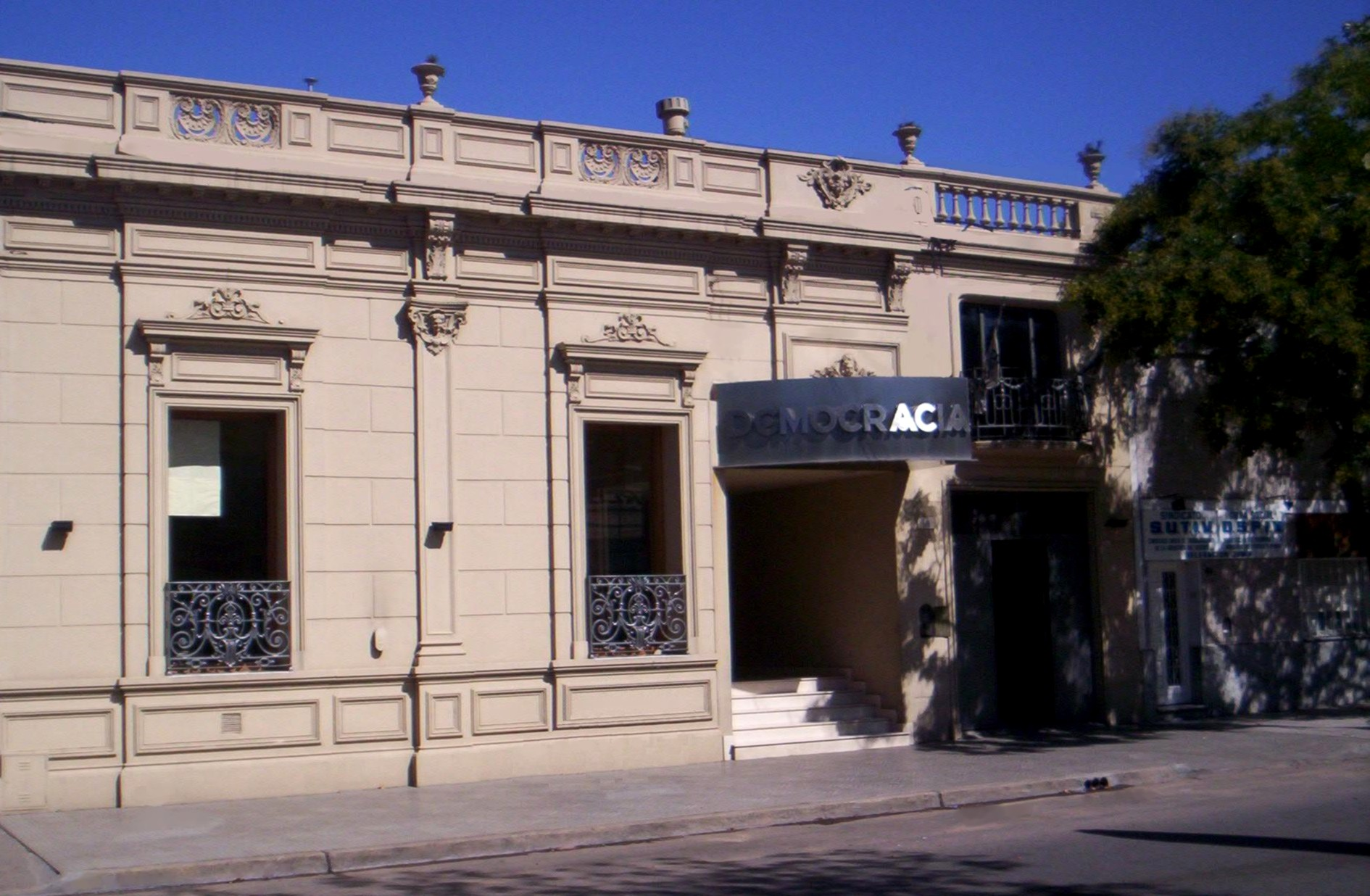
Fachada del edificio del diario Democracia.

Fue fundado el 17 de octubre de 1931 por Moisés Lebensohn, destacado abogado y militante radical.
- Ubicación: Rivadavia 436.

### Plaza Ferrocarriles Argentinos
Ubicada frente a la estación del ferrocarril, a finales del siglo XIX era un predio ocupado por las canchas de tenis del Club Inglés, hoy transformado en el rectorado de la Universidad Nacional del Noroeste de la Provincia de Buenos Aires. Luego se transformaría en la Plaza Británica, recibiendo la actual denominación "Ferrocarriles Argentinos" en 1984 al celebrarse el centenario de la llegada del ferrocarril a Junín. Del lado de la calle Sáenz Peña posee una escultura creada por los arquitectos Salvador Roselli y Julio César Lazcano. Se llama "Origen" y está realizada íntegramente en materiales ferroviarios mediante técnicas de ensamblado y soldadura.
- Ubicación: Se encuentra entre las calles Sáenz Peña, General Paz, Jorge Newbery y el pasaje la Porteña

### Talleres Ferroviarios
Fueron establecidos en 1886 por el Ferrocarril Buenos Aires al Pacífico. Tras la nacionalización de los ferrocarriles, pasaron a pertenecer al Ferrocarril General San Martín, llegando a ser considerados como los más grandes de Sudamérica, empleando a más de 4.000 trabajadores. Ocupa un predio de casi 50 hectáreas con casi 70.000 m² cubiertos, y la red interna de vías llegó a tener casi 30 km de longitud. En la actualidad, los talleres están casi completamente cerrados, aunque se pueden apreciar varias construcciones inglesas enormes y centenarias.
- Ubicación: El predio está rodeado por las calles Jorge Newbery, Primera Junta, Jean Jaures y Rivadavia.

### Rectorado de la UNNOBA

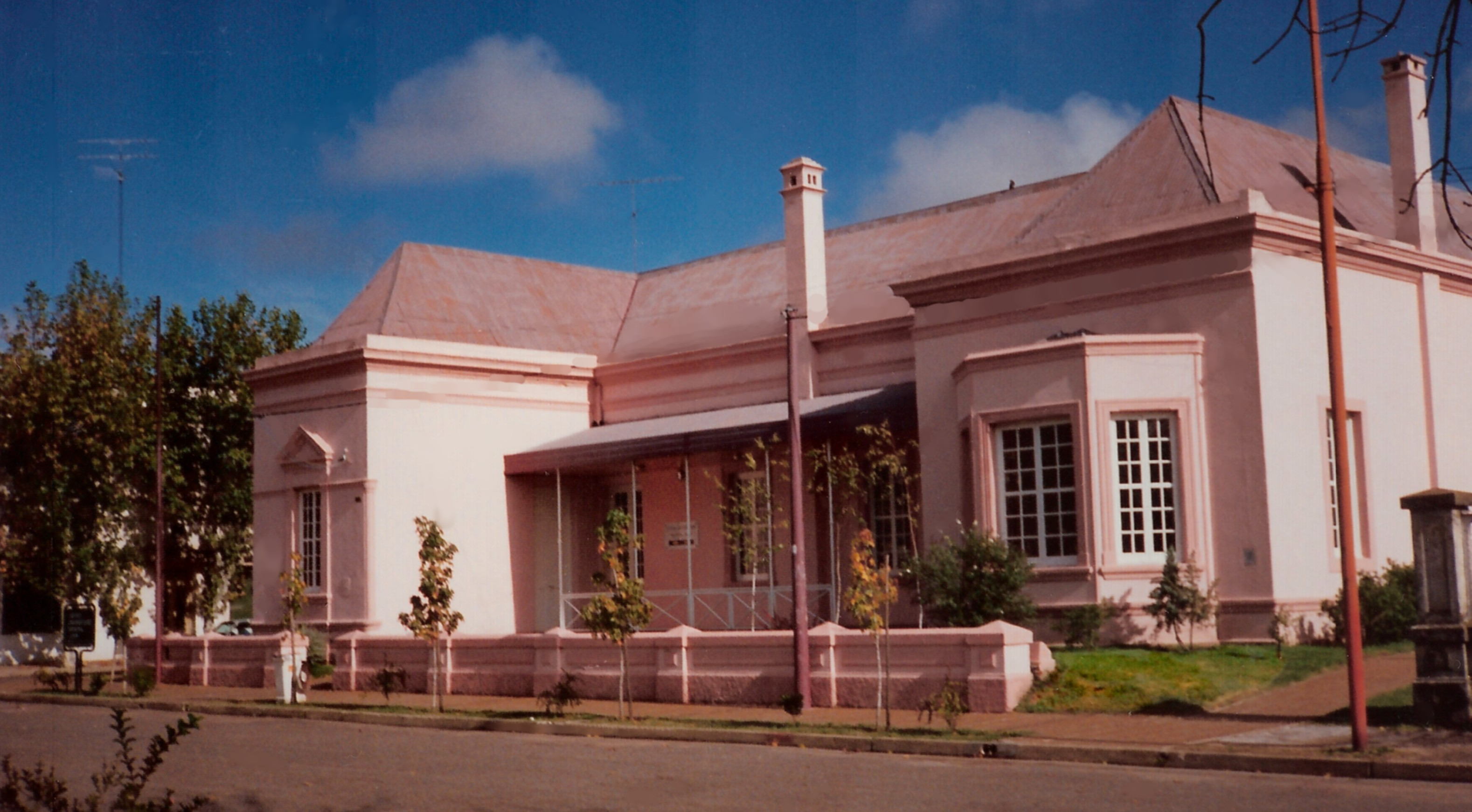
Rectorado de la UNNOBA.

Originalmente era la sede social del Club Inglés. A finales de la década de 1980 fue refaccionado por la Municipalidad de Junín conservando las características arquitectónicas originales, para transformarse en el edificio principal del Centro Universitario Regional Junín. Finalmente pasó a ser el rectorado de la Universidad Nacional del Noroeste de la Provincia de Buenos Aires, al crearse ésta en 2002.
- Ubicación:  Roque Sáenz Peña y Jorge Newbery.

### Hotel Central
Antiguamente llamado "Hotel Roma", fue hospedaje de destacados artistas en sus visitas a Junín, como por ejemplo Carlos Gardel. También era utilizado por los inmigrantes que llegaban a la ciudad para buscar trabajo, principalmente en el ferrocarril. Hoy se encuentra restaurado manteniendo sus características originales.
- Ubicación: Roque Sáenz Peña y Newbery.

### Plaza Sesquicentenario
El terreno formaba parte del predio del Ferrocarril Central Argentino. Al construirse la Avenida San Martín quedó como un espacio sin urbanizar que era utilizado por los circos en sus visitas a la ciudad. En 1977 se construyó la plaza, siendo su nombre un homenaje a los 150 años de la fundación de Junín. Dado que se destinó totalmente a juegos infantiles, es conocida por los juninenses como la "plaza de los niños".  En 2007 fue íntegramente remodelada.
- Ubicación: Se encuentra entre las calles Liliedal, Belgrano, Rivadavia y la Avenida San Martín.

### Plaza Alem

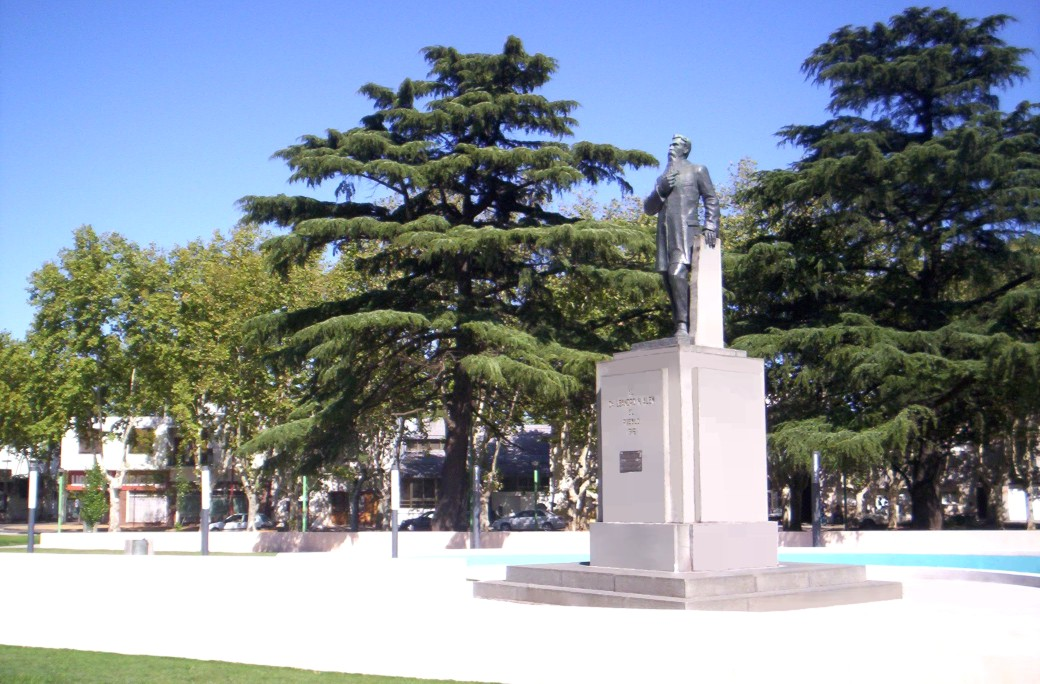
Monumento a Leandro N. Alem en la plaza homónima.

Antiguamente, en la época fundacional de la ciudad, el predio fue utilizado como cementerio, hasta que en 1868 se decidió el traslado de los restos allí enterrados hacia un nuevo lugar, que se convertiría en el actual Cementerio Central. En el centro de la plaza se encuentra el monumento a Leandro N. Alem, con una de las esculturas más importantes de la ciudad, obra del escultor juninense Ángel María de Rosa. A finales de 2007 comenzaron las obras de remodelación de la plaza, que sería reinaugurada a principios de 2008.
- Ubicación: Se encuentra entre las calles Rivadavia, Colón, Belgrano y Liliedal, a dos cuadras de la terminal de ómnibus y a 3 cuadras de la estación del ferrocarril.